# Xiuladora de Tagula
La xiuladora de Tagula (Colluricincla discolor) és un ocell de la família dels paquicefàlids (Pachycephalidae).

## Hàbitat i distribució
Habita els boscos de les illes de Tagula i Junet, a les Louisiade centrals.

## Taxonomia
Espècie que ha estat separada de Colluricincla megarhyncha arran els treballs de Marki et al. 2018